# Système U (equipa ciclista)

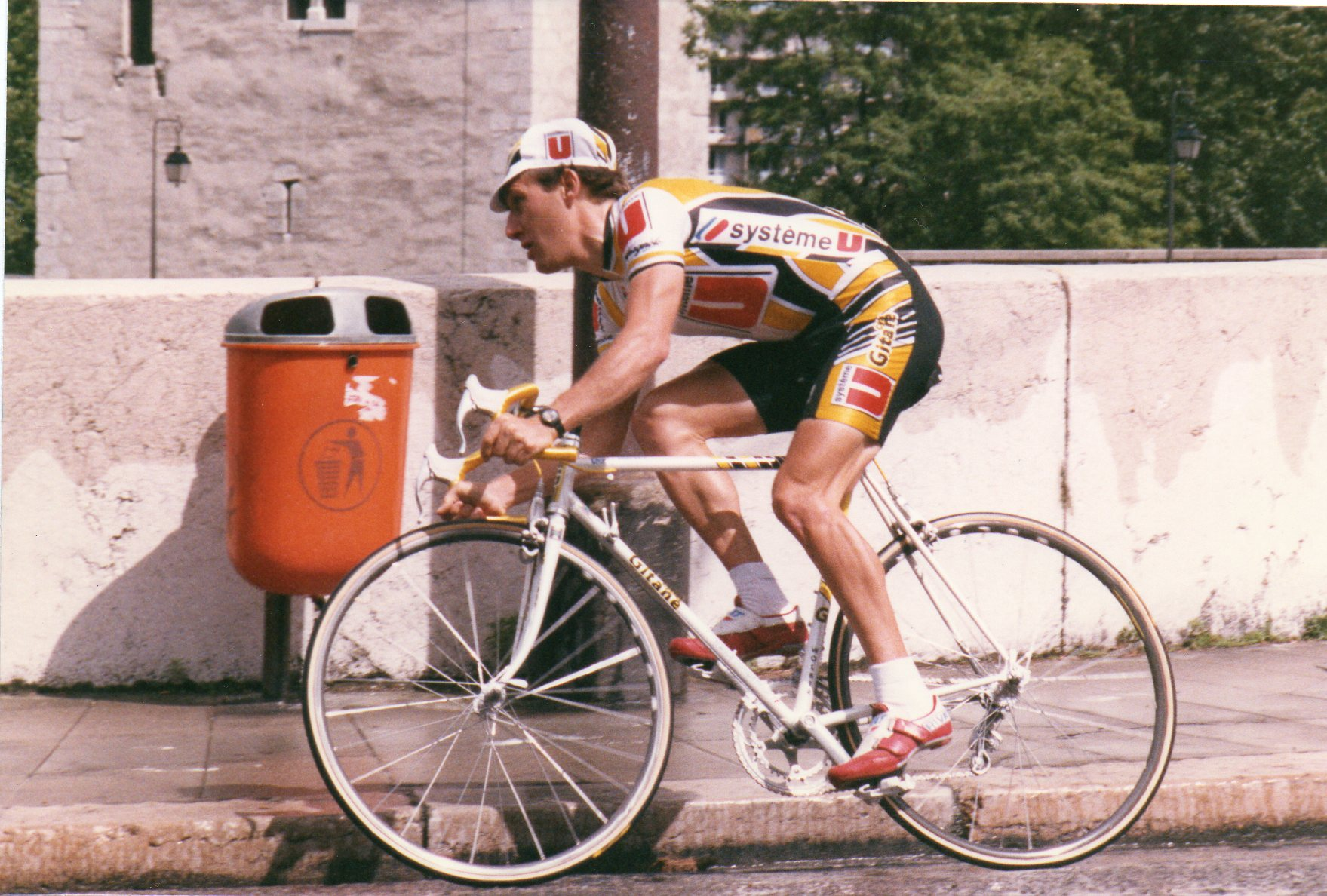
Charly Mottet vestindo o maillot da Système U.

A equipa Système U, conhecido posteriormente como Super U, foi um equipa ciclista francesa que competiu profissionalmente entre 1986 e 1989.
Com o desaparecimento da equipa Renault, o seu director desportivo Cyrille Guimard, criou esta nova estrutura. A equipa conseguiu ganhar etapas nas 3 grandes voltas e a vitória final ao Giro d'Italia de 1989 com Laurent Fignon.
Desapareceu a 1989, sendo sucedido pela Castorama.

## Principais resultados
- Grande Prêmio de Plouay: Martial Gayant (1986)
- Flecha Valona: Laurent Fignon (1986)
- Giro de Lombardia: Charly Mottet (1988)
- Milão-Sanremo: Laurent Fignon (1988, 1989)

### As grandes voltas
- Volta a Espanha
  - 2 participações (1986, 1987)
  - 5 vitórias de etapa:
    - 4 em 1986: Thierry Marie, Charly Mottet (2), Alain Bondue
    - 1 em 1987: Laurent Fignon

  - 1 classificações secundárias:
    - Classificação da combinada: Laurent Fignon (1987)

- Tour de France
  - 4 participações (1986, 1987, 1988, 1989)
  - 9 vitórias de etapa:
    - 2 em 1986: Thierry Marie, CRE
    - 3 em 1987: Christophe Lavainne, Martial Gayant, Laurent Fignon
    - 1 em 1988: Thierry Marie
    - 3 em 1989: CRE, Vincent Barteau, Laurent Fignon

  - 0 vitórias finais:
  - 1 classificações secundárias:
    - Classificação por equipas: (1987) (1986)

- Giro d'Italia
  - 1 participações (1989)
  - 2 vitória de etapa:
    - 2 em 1989: Laurent Fignon, Bjarne Riis

  - 1 vitória final: Laurent Fignon (1989)

## Elenco

### 1986
| Integrantes da equipe 1986 | Integrantes da equipe 1986 | Integrantes da equipe 1986      | Integrantes da equipe 1986 |
| Ciclista                   | Data de nascimento         | Equipe anterior                 |                            |
| -------------------------- | -------------------------- | ------------------------------- | -------------------------- |
| Laurent Biondi             | 19 julho 1959              |                                 |                            |
| Alain Bondue               | 8 abril 1959               | La Redoute-Cycles MBK (1985)    |                            |
| Éric Boyer                 | 2 dezembro 1963            | Renault-Elf (1985)              |                            |
| Laurent Fignon             | 12 agosto 1960             | Renault-Elf (1985)              |                            |
| Dominique Gaigne           | 3 julho 1961               |                                 |                            |
| Bernard Gavillet           | 6 março 1960               | Cilo-Aufina-Gemeaz Cusin (1986) |                            |
| Martial Gayant             | 16 novembro 1962           | Renault-Elf (1985)              |                            |
| Rolf Hofeditz              | 31 agosto 1962             |                                 |                            |
| Christophe Lavainne        | 22 dezembro 1963           |                                 |                            |
| Dominique Lecrocq          | 7 julho 1963               |                                 |                            |
| Søren Lilholt              | 22 setembro 1965           | AC Boulogne-Billancourt (1985)  |                            |
| Yvon Madiot                | 21 junho 1962              |                                 |                            |
| Jean-Marc Manfrin          | 4 março 1963               |                                 |                            |
| Thierry Marie              | 25 junho 1963              | Renault-Elf (1985)              |                            |
| Charly Mottet              | 16 dezembro 1962           | Renault-Elf (1985)              |                            |
| Pascal Robert              | 22 outubro 1963            |                                 |                            |
| Denis Roux                 | 5 novembro 1961            | Renault-Elf (1985)              |                            |
| Jonas Tegström             | 1 janeiro 1965             |                                 |                            |
|                            |                            |                                 |                            |
| Fonte: Cycling Archives    |                            |                                 |                            |

Nota: Laurent Biondi

### 1987
| Integrantes da equipe 1987       | Integrantes da equipe 1987 | Integrantes da equipe 1987      | Integrantes da equipe 1987 |
| Ciclista                         | Data de nascimento         | Equipe anterior                 |                            |
| -------------------------------- | -------------------------- | ------------------------------- | -------------------------- |
| Laurent Biondi                   | 19 julho 1959              |                                 |                            |
| Alain Bondue                     | 8 abril 1959               | La Redoute-Cycles MBK (1985)    |                            |
| Éric Boyer                       | 2 dezembro 1963            | Renault-Elf (1985)              |                            |
| Phillippe Boyer (1 ago.–31 dez.) | 30 março 1956              |                                 |                            |
| Laurent Fignon                   | 12 agosto 1960             | Renault-Elf (1985)              |                            |
| Bernard Gavillet                 | 6 março 1960               | Cilo-Aufina-Gemeaz Cusin (1986) |                            |
| Martial Gayant                   | 16 novembro 1962           | Renault-Elf (1985)              |                            |
| Éric Guyot                       | 10 março 1962              |                                 |                            |
| Christophe Lavainne              | 22 dezembro 1963           |                                 |                            |
| Søren Lilholt                    | 22 setembro 1965           | AC Boulogne-Billancourt (1985)  |                            |
| Marc Madiot                      | 16 abril 1959              | Renault-Elf (1985)              |                            |
| Yvon Madiot                      | 21 junho 1962              |                                 |                            |
| Jean-Marc Manfrin                | 4 março 1963               |                                 |                            |
| Thierry Marie                    | 25 junho 1963              | Renault-Elf (1985)              |                            |
| Charly Mottet                    | 16 dezembro 1962           | Renault-Elf (1985)              |                            |
| Joël Pelier                      | 23 março 1962              | Skil-Sem-Kas-Miko (1985)        |                            |
| Pascal Poisson                   | 29 junho 1958              | Renault-Elf (1985)              |                            |
| Gérard Rué                       | 7 maio 1965                |                                 |                            |
| Jonas Tegström                   | 1 janeiro 1965             |                                 |                            |
|                                  |                            |                                 |                            |
| Fonte: Cycling Archives          |                            |                                 |                            |

Nota: Laurent Biondi

### 1988
| Integrantes da equipe 1988 | Integrantes da equipe 1988 | Integrantes da equipe 1988 | Integrantes da equipe 1988 |
| Ciclista                   | Data de nascimento         | Equipe anterior            |                            |
| -------------------------- | -------------------------- | -------------------------- | -------------------------- |
| Wayne Bennington           | 26 outubro 1964            |                            |                            |
| Éric Boyer                 | 2 dezembro 1963            | Renault-Elf (1985)         |                            |
| Phillippe Boyer            | 30 março 1956              |                            |                            |
| Jacques Decrion            | 18 novembro 1961           | Kas (1987)                 |                            |
| Pascal Dubois              | 27 outubro 1962            |                            |                            |
| Laurent Fignon             | 12 agosto 1960             | Renault-Elf (1985)         |                            |
| Dominique Garde            | 18 março 1959              | Kas (1986)                 |                            |
| Jean-Claude Garde          | 12 setembro 1960           |                            |                            |
| Éric Guyot                 | 10 março 1962              |                            |                            |
| Christophe Lavainne        | 22 dezembro 1963           |                            |                            |
| Thierry Marie              | 25 junho 1963              | Renault-Elf (1985)         |                            |
| Laurent Masson             | 2 março 1964               |                            |                            |
| Charly Mottet              | 16 dezembro 1962           | Renault-Elf (1985)         |                            |
| Jean-Louis Peillon         | 20 julho 1961              |                            |                            |
| Joël Pelier                | 23 março 1962              | Skil-Sem-Kas-Miko (1985)   |                            |
| Gérard Rué                 | 7 maio 1965                |                            |                            |
| Pascal Simon               | 27 setembro 1956           | Z-Peugeot (1987)           |                            |
|                            |                            |                            |                            |
| Fonte: Cycling Archives    |                            |                            |                            |

### 1989
| Integrantes da equipe 1989      | Integrantes da equipe 1989 | Integrantes da equipe 1989           | Integrantes da equipe 1989 |
| Ciclista                        | Data de nascimento         | Equipe anterior                      |                            |
| ------------------------------- | -------------------------- | ------------------------------------ | -------------------------- |
| Vincent Barteau                 | 18 março 1962              |                                      |                            |
| Wayne Bennington                | 26 outubro 1964            |                                      |                            |
| Yves Bonnamour                  | 16 julho 1961              |                                      |                            |
| Jacques Decrion                 | 18 novembro 1961           | Kas (1987)                           |                            |
| Pascal Dubois                   | 27 outubro 1962            |                                      |                            |
| Jacky Durand                    | 10 fevereiro 1967          |                                      |                            |
| Laurent Fignon                  | 12 agosto 1960             | Renault-Elf (1985)                   |                            |
| Dominique Garde                 | 18 março 1959              | Kas (1986)                           |                            |
| Jean-Claude Garde               | 12 setembro 1960           |                                      |                            |
| Heinz Imboden                   | 4 janeiro 1962             | Panasonic-Isostar-Colnago-Agu (1988) |                            |
| Christophe Lavainne             | 22 dezembro 1963           |                                      |                            |
| Yvon Ledanois (1 set.–31 dez.)  | 5 julho 1969               |                                      |                            |
| Thierry Marie                   | 25 junho 1963              | Renault-Elf (1985)                   |                            |
| Laurent Masson (1 jan.–28 fev.) | 2 março 1964               |                                      |                            |
| Frédéric Moncassin              | 26 setembro 1968           |                                      |                            |
| Jean-Louis Peillon              | 20 julho 1961              |                                      |                            |
| Bjarne Riis                     | 3 abril 1964               | Toshiba-Look (1988)                  |                            |
| Gérard Rué                      | 7 maio 1965                |                                      |                            |
| Éric Salomon                    | 23 maio 1962               |                                      |                            |
| Claude Séguy                    | 14 agosto 1961             |                                      |                            |
| Pascal Simon                    | 27 setembro 1956           | Z-Peugeot (1987)                     |                            |
| Bruno Wojtinek                  | 6 março 1963               | Renault-Elf (1985)                   |                            |
|                                 |                            |                                      |                            |
| Fonte: Cycling Archives         |                            |                                      |                            |

Nota: Vincent Barteau